# Qaisar Mahmood
Qaisar Mahmood, född 16 februari 1973 i Lahore, Pakistan, är en svensk författare.
Qaisar Mahmood växte upp i Lahore tillsammans med sin mor och syster, medan hans far sedan några år tillbaka bodde i Sverige som arbetskraftsinvandrare. När Qaisar Mahmood var sju år gammal följde resten av familjen efter fadern och de bosatte sig i Tensta i Stockholm.
Mahmood är utbildad socionom och tog pol.mag-examen i statskunskap vid Stockholms universitet år 1999. Han var  huvudsekreterare i den integrationspolitiska kommitté som den borgerliga regeringen lade ned när den tillträdde 2006. Qaisar Mahmood har arbetat på Riksrevisionen, Svenska Kommunförbundet, Regeringskansliet, Riksantikvarieämbetet och Integrationsverket.
År 2012 utkom han med boken Jakten på svenskheten (Natur & Kultur), där han skildrar en resa om 900 mil på motorcykel genom Sverige för att söka svenskheten och den svenska identiteten. 2023 utkom han med boken En av dem (Mondial), där han skildrar livet som matbud i ett alltmer segregerat Sverige. 

## Publikationer
- 2003 – FIDO – handledning i hur man utvärderar projekt (Integrationsverket)[3]
- 2004 – Ett sammanhållet samhälle (Svenska Kommunförbundet)
- 2004 – Ett värdigt mottagande (Svenska Kommunförbundet)
- 2005 – Från Invandrarpolitik till invandrarpolitik (Riksrevisionen)[4]
- 2007 –  Small, medium eller large? Vägval för ett hållbart mångfaldssamhälle (Atlas/Agora)
- 2012 – Jakten på svenskheten (Natur & Kultur)
- 2016 – Halva liv (roman, Natur & Kultur)
- 2019 – Den besvärliga mångfalden (debatt, Fri Tanke)
- 2023 – En av dem (reportage, Mondial)